# 罗汉钱

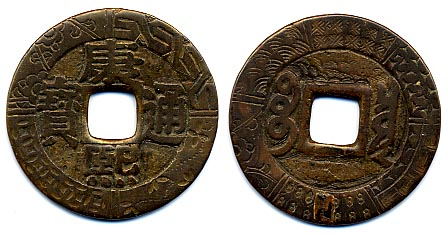
康熙通寳錢

罗汉钱，清朝康熙年间所铸制钱“康熙通宝”的一个版别，外观通常为黄色，面文的“熙”字有其他版别所用的“熈”字不同，“通”字下方的偏旁为单点“辶”而非其他版别的双点“⻍”。

## 传说
传说为1713年康熙帝六十大寿时由宝泉局所铸，时称“万寿钱”，因其特殊的颜色，一开始发行便被认为具有“压胜”之力，后收藏界称之为“罗汉钱”。另外也有传说是1718年清军入藏作战，当地喇嘛出金和罗汉数尊熔铸铜钱，以赍军需，故称“罗汉钱”:162。
传说罗汉钱中含金。一说康熙皇帝在其六十大寿时赐给宝泉局金罗汉一尊，用于铸钱赏赐给功臣，因此所铸钱币中含金；一说康熙五十六年（1717年）年羹尧在西藏用佛寺所献鎏金的佛像、罗汉像铸钱用于发饷，因而罗汉钱含有少量的金。曾有人对一枚罗汉钱进行光谱定性分析，测定结果并不含金。
据余榴梁《罗汉钱探源》中称马定祥曾从杭州的朗悟方丈那里获知“罗汉钱”名字的来源。据朗悟称，清朝道光年间，杭州净慈寺准备重修，有僧人在一尊罗汉像的佛腔中发现一串“万寿钱”，该寺借机宣传将这些钱佩戴在身上会有罗汉保佑，可延年益寿、驱邪避祸，以此向信徒募款，从而“万寿钱”的名字逐渐被“罗汉钱”取代。
大卫·哈蒂尔（David Hartill）称，罗汉钱的传说最早出现于1851年前后，并认为其与当时日本流传的宽永通宝的类似故事有关:286。

## 版别
传世的清朝罗汉钱包括头炉钱和后铸钱两类。头炉钱为康熙年间宝泉局铸造，其特征为阔边大样。后铸钱为道光之后，特别是同治、光绪年间民间仿铸，铸造粗陋，铜色不纯。